# Unser Mann aus Istanbul
Unser Mann aus Istanbul (Originaltitel Operación Estambul) ist ein spanisch-italienisch-französischer Abenteuerfilm von 1965 unter der Regie von Antonio Isasi. Die Hauptrollen sind besetzt mit Horst Buchholz und Sylva Koscina sowie mit Mario Adorf, Perrette Pradier und Klaus Kinski.
Constantin Film bewarb den Film seinerzeit wie folgt: „Ein Thriller-Vergnügen voll Tempo, Sex und Augenzwinkern bereitet Horst Buchholz seinem Publikum in Unser Mann aus Istanbul.“ […] „Als brillanter Sproß einer Chikagoer Gangsterfamilie bewegt er sich – wenn auch polizeilich nicht immer ganz einwandfrei! – auf dem internationalen Parkett am Bosporus. Atemberaubend sind die Aufnahmen von Istanbul, die Verfolgungsszenen, die Spielhöllen, Nachtlokale – und die vielen Schönen, die das süße Leben des Helden bestimmen. In diesem Farbfilm knistert es nur so von Spannung und Witz! Er kann auch dem verwöhntesten Publikumsgeschmack standhalten!“

## Handlung
Tony Maecenas hat sich als Nachtclubbesitzer in Istanbul niedergelassen. Der Playboy par excellence, der einer traditionsreichen Chicagoer Gangsterfamilie entstammt, lebt dort unbelastet von Geldsorgen. Er ist Vorsitzender des „4 Asse-Clubs“, der neben diversen Attraktionen auch eine illegale Spielhölle beherbergt. Zu seinem persönlichen Schutz hat Tony zwei Leibwächter engagiert: Brain, der für ihn schwierige Probleme aus dem Weg räumt und ein sehr gutes Gedächtnis hat, und Bogo, der nicht der Hellste ist, aber mit seinen Fäusten  umzugehen weiß.
Als sich Kenny, eine sehr anziehende junge Dame, bei Tony um eine Anstellung bewirbt und sehr hartnäckig bleibt, warnt ihn sein Instinkt, auf den er sich eigentlich immer verlassen kann. Er ist sich sicher, dass Kenny nicht wirklich in dieser Branche arbeitet und bekommt auf hartnäckiges Nachfragen auch heraus, dass Kenny Beamtin beim FBI ist. Man hat sie von Washington nach Istanbul geschickt, um zu untersuchen, wo ein amerikanischer Atomwissenschaftler abgeblieben ist, der entführt wurde. Kenny erzählt Tony, dass bereits eine Million Dollar Lösegeld für die Freilassung des Wissenschaftlers geflossen seien. Das Flugzeug mit Pendergast und zwei Agenten sei jedoch explodiert. Röntgenaufnahmen vom Fuß des Professors hätten ergeben, dass nicht er es gewesen sei, der an Bord war. Somit blieb nicht nur Pendergast verschwunden, sondern auch noch die Million Dollar. Wahrlich kein Ruhmesblatt fürs FBI. Als Tony wissen will, warum Kenny ihm das alles erzähle, rückt sie damit heraus, dass man von seinen guten Verbindungen und seiner ausgezeichneten Kenntnis durch das Labyrinth der Unterwelt von Istanbul wisse. Er wäre insoweit eine große Hilfe. Nachdem Tony erst dankend ablehnt, gerät sein Entschluss ins Wanken, als Kenny ihm versichert, dass er bei Erfolg die Million behalten könne; also sagt er ja.
Die Lage stellt sich so dar, dass eine westliche Geheimorganisation Pendergast entführt hat und eine Gruppe fernöstlicher Agenten den Wissenschaftler unbedingt haben möchte. Tonys Überlegungen gehen dahin, beide Interessengruppen gegeneinander auszuspielen, um dann im passenden Moment zuzuschlagen. Allerdings ist das alles nicht so einfach, wie der Playboy sich das vorgestellt hat. Beide Interessengruppen merken schnell, dass jemand ins Boot gestiegen ist, und versuchen nun mit allen ihnen zur Verfügung stehenden Mitteln, Tony auszuschalten. Der junge Mann gerät dabei in unglaubliche Situationen und mehr als einmal in ernsthafte Gefahr. Auf Kennys Hilfe kann Tony nur bedingt bauen und wird zusätzlich beansprucht, als man diese auch noch entführt. Da Tony sich bei seiner Jagd an vielen Fronten nicht immer an die Gesetze hält, heftet sich zu guter Letzt auch noch die Polizei an seine Fersen. Am Ende jedoch löst Tony seine Aufgabe zur Zufriedenheit des FBI und wird mit einer Million Dollar belohnt. Aber dabei bleibt es nicht, denn als Zugabe bekommt er auch noch Kenny.

## Produktionsnotizen und Hintergrund
Die Filmaufnahmen entstanden in Istanbul und Málaga in Spanien. Es handelt sich um eine Antonio Isasi Isasmendi Produktion der Columbia Pictures im Verleih von Constantin Film. Der Film hatte am 11. August 1965 unter dem Titel Colpo grosso a Galata Bridge, Laufzeit 100 Minuten, Premiere in Italien. In der Bundesrepublik Deutschland lief er am 1. September 1965 an, in Frankreich unter dem Titel L’homme d’Istamboul, Laufzeit 90 Minuten, am 8. September 1965 und in Spanien unter dem Titel Operación Estambul, Laufzeit 115 Minuten, am 28. Oktober 1965. In den USA startete That Man in Istanbul am 16. September 1965 in New York.
Horst Buchholz äußerte sich nach Abschluss der Dreharbeiten zu seiner Filmrolle, dass sie eine „seiner härtesten“ aber auch „lustigsten seiner Karriere“ gewesen sei und die Szenen immer mit einem gewissen Augenzwinkern gespielt worden seien.
Die deutsche Synchronfassung besorgte Joachim Brinkmann. Im Gegensatz zu den deutschen Schauspielern Christiane Maybach und Klaus Kinski, die fremdsynchronisiert wurden, synchronisierten Horst Buchholz und Mario Adorf sich selbst.
Nach einer Schätzung von InsideKino lag der Film mit etwa 3,745 Millionen Kinobesuchern auf Platz 9 der meistgesehenen Filme in Deutschland im Jahr 1965.

## Kritik
Das Lexikon des internationalen Films sprach von einem „handfeste[n] Abenteuerfilm im imitierten James-Bond-Stil mit zwielichtiger Heldenfigur und allzu betonten Härten. Nicht ungeschickt in der humoristischen Verfremdung.“
Cinemas Filmredaktion stellte fest: Unter den vielen Schurken tummeln sich auch Klaus Kinski und Mario Adorf. Das Fazit lautete: „Hotte Buchholz sucht einen entführten Atomwissenschaftler… Kurios“. 0,007 statt 007: reizvoller Sixties-Trash
Prisma war der Ansicht, dass es „ein actionreicher, handfester Abenteuerfilm im James-Bond-Stil“ hätte werden sollen, aber dazu habe es nicht ganz gereicht. Weiter hieß es: „Horst Buchholz überzeugt als 31-Jähriger in der Rolle des Agenten Tony MacDonald, der ebenfalls die Lizenz zum Töten besitzt und eine unwiderstehliche Wirkung auf Frauen hat. Überzeugend: Klaus Kinski als Oberbösewicht.“
Zwiespältig urteilt auch der Evangelische Film-Beobachter: „Ein Reißer hoher Spannung, der auch Istanbul ungewöhnlich gut in die Handlung einbezieht. Die zwielichtige Hauptgestalt und zahlreiche realistische Brutalitäten inmitten fast vergnüglicher Teile verbieten dennoch eine Empfehlung und machen den Film überdies für Jugendliche ungeeignet.“
Oliver Armknecht, der dem Film sieben von zehn möglichen Punkten gab, rezensierte ihn für film-rezensionen und meinte, es sei „schade, dass der Actionthriller“ heute „jedoch etwas in Vergessenheit geraten“ sei, weil er auch „fast fünf Jahrzehnte später noch einiges zu bieten“ habe. „Der deutsche Schauspieler Horst Buchholz“ mache dabei „eine überraschend gute Figur“, denn die Rolle sei „durchaus fordernd in körperlicher Hinsicht“. Man habe zudem verstanden, „die türkische Großstadt ansprechend in Szene zu setzen“. Armknecht zog das Fazit: „‚Unser Mann aus Istanbul‘ wollte seinerseits an die Popularität von James Bond anknüpfen. Teilweise ist die Mischung aus Abenteuer und Actionthriller der Vorlage recht ähnlich. Sie geht aber gerade bei der Hauptfigur andere Wege, wenn ein krimineller Nachtclubbesitzer Verbrecher jagt. Das ist gut besetzt und schön bebildert, weshalb sich noch immer ein Blick rentiert.“